# Mike Manley (Comiczeichner)

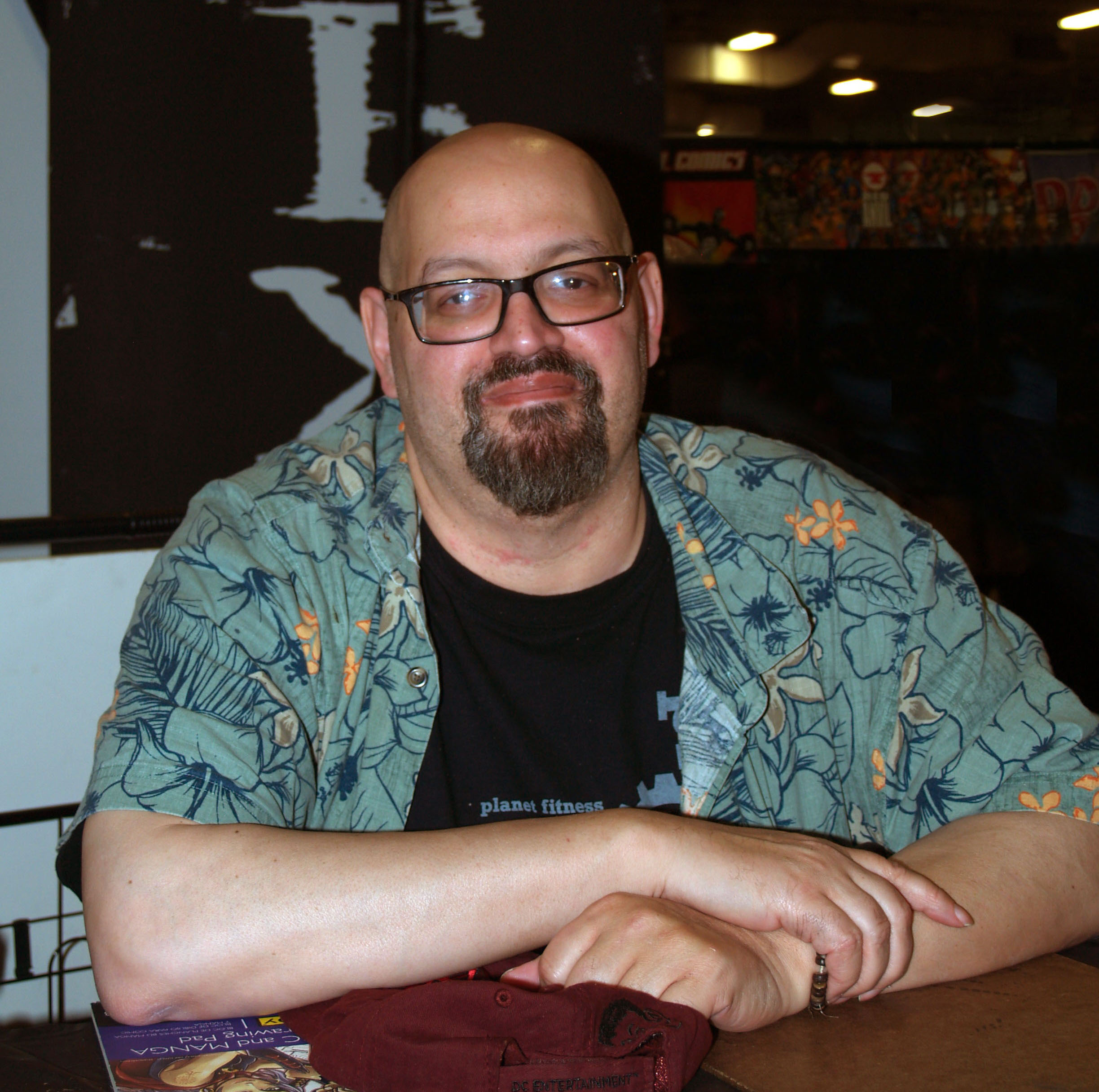
Mike Manley

Michael „Mike“ Manley (* 19. Oktober 1961 in Detroit, Michigan) ist ein US-amerikanischer Comiczeichner. Manley hat als Zeichner (Bleistift- und Tuschezeichnungen) Comicserien wie Batman, Quasar, Captain America, Marvel Universe und The Power of Shazam! betreut.

## Leben
Manley machte sich 1991 einen Namen als Zeichner, als er gemeinsam mit Danny Fingeroth und Tom DeFalco die Comicfigur Darkhawk schuf, deren Serie er einige Jahre lang als Zeichner begleitete. Besondere Popularität erreichte Darkhawk nicht zuletzt aufgrund von Manley kraftvollem Zeichenstil und seiner Fähigkeit die Ausdruckskraft der eigenen Zeichnungen durch dynamische Tuscheunterlegung noch zu steigern.
Der Erfolg dieses Projektes machte Denny O’Neil, den Leiter der Batman-Redaktion des DC-Verlages auf Manley aufmerksam, der ihm die Nachfolgeschaft von Jim Aparo als Stammzeichner der traditionsreichen Comicserie Batman anbot, die Manley 1993 antrat. Das erste Batman-Comic das er gestaltete war die Jubiläumsnummer Batman #500 die mit mehr als drei Millionen verkauften Ausgaben zu den meistverkauften Comicheften überhaupt zählt. In der Folge betätigte Manley sich etwas über ein Jahr lang als Zeichner der Batman-Serie, die die ganze Zeit über von Doug Moench verfasst wurde, bis er mit Ausgabe #515 als Zeichner zugunsten des expressionistischen Künstlers Kelley Jones ausschied.
1995 gründete Manley die Firma Action Planet Inc., einen Kleinverlag zur Publikation von Privatprojekten, wie seiner Kreation Monster Man. Darüber hinaus arbeitete Manley als Storyboard-Zeichner und Designer von Fernsehserien wie Apy Groove, Spawn, One Saturday Morning, Clerks: The Animated Series, Superman: The Animated Series und Batman Beyond. Für letztere erhielt er (gemeinsam mit einigen Kollegen) einen Emmy Award. Gegenwärtig arbeitet Manley, der in Philadelphia lebt, für den Disney-Konzern.
Im März 2010 vertrat Manley aufgrund einer anhaltenden Krankheit den Zeichner Eduardo Barreto für vier Wochen. Nach Barretos Tod übernahm er 2011 dessen tägliche Arbeit am Comicstrip Judge Parker. Manley arbeitete in dieser Zeit zusammen mit John Heebink, den er seit seiner High-School-Zeit kannte.
Ende Mai 2016 übernahm er für das King Features Syndicate nach dem überraschenden Tod des Zeichners Paul Ryan die Gestaltung der Daily Storys von Phantom. Während Terry Beatty noch bis Mai 2017 die Sunday Stories ausführte, begann Manley seine tägliche Arbeit an den Phantom Strips ab 30. Mai 2016, die offiziell bis heute (Stand: Juli 2022) andauert. Krankheitsbedingt wird er vom 13. Juni bis 8. August 2022 durch Bret Blevins und Scott Cohn vertreten.